# 最上級にかわいいの!
『最上級にかわいいの!』（さいじょうきゅうにかわいいの）は、超ときめき♡宣伝部の10枚目のシングル（インディーズを含めると通算13枚目）である。2024年5月29日にavex traxから発売された。
2024年1月24日にavex traxから発売されたアルバム『ときめく恋と青春』から「最上級にかわいいの!」が表題曲としてシングルカットされたリカットシングルである。
「最上級にかわいいの!」の作詞によってコレサワが第66回日本レコード大賞の作詩賞を受賞した。

## 概要
2024年1月24日にavex traxからリリースされたアルバム『ときめく恋と青春』に収録されていた楽曲「最上級にかわいいの!」がTikTok上でバズったことを受けて、表題曲としてシングルカットされ、2024年5月29日にリリースされた。
超ときめき♡宣伝部メンバーの吉川ひよりが森本晋太郎（トンツカタン）と共にDJを務めていたラジオ番組『ジェネZZ』（bayfm、現BAYFM）の2023年4月4日放送回のゲストとしてコレサワが出演した際に、コレサワの大ファンである吉川ひよりがコレサワに楽曲提供をお願いしたことが契機となり「最上級にかわいいの!」が提供された。
「最上級にかわいいの!」のMV及び配信限定シングル『最上級にかわいいの!Special Edition』のジャケットには本楽曲の作詞作曲を行ったコレサワのビジュアルキャラクターである「れ子ちゃん」が超ときめき♡宣伝部のメンバー衣装を着ている姿で登場している。
CDシングル発売日と同日の2024年5月29日には各種配信サイトにて配信限定シングル『最上級にかわいいの!Special Edition』収録曲の全曲配信が開始された。配信限定のSpecial EditionにはCDシングルには収録されていない超ときめき♡宣伝部とコレサワのコラボ楽曲「最上級にかわいいの!feat. コレサワ」が含まれている。なお、このコラボ楽曲は2024年12月4日に発売された超ときめき♡宣伝部のアルバム『ときめきルールブック』にてCDに初収録された。
表題曲「最上級にかわいいの!」について「君に振られて最上級に可愛いの」という歌詞と、槙田紗子が振り付けたキャッチーな手振りダンスが印象的だ、とTikTokで話題になり、「TikTok楽曲チャート 人気曲ランキング50」に2月に初めてランクインして以降、5月まで3ヵ月間ランクインし続け、最高位2位を獲得した。TikTokでの「最上級にかわいいの!」関連動画の総再生回数は2024年7月に10億回を突破し、同年9月に12億回を突破したことが報告された。
YouTubeでの「最上級にかわいいの!」関連コンテンツの総再生回数は2024年8月時点で1,500万回を突破している。2024年11月23日には「最上級にかわいいの!」のMVが1,000万回再生を突破した。
2024年6月12日、YouTubeチャンネル「THE FIRST TAKE」（第443回）に超ときめき♡宣伝部が初登場し、「最上級にかわいいの!」をスペシャルアレンジで披露した。このパフォーマンスを収めた音源が配信限定シングル『最上級にかわいいの! - From THE FIRST TAKE』として2024年9月17日に配信開始された。
「すきっ!〜超ver〜」がバズった時以来となる多数の音楽番組・バラエティ番組・情報番組に出演し「最上級にかわいいの!」を披露した。2024年に放送された音楽特番には『FNS鬼レンチャン歌謡祭』、『テレ東ミュージックフェス2024夏』、『2024 FNS歌謡祭 夏』、『音楽の日2024』、『CDTVライブ!ライブ!クリスマス4時間半スペシャル2024』、『第66回 輝く!日本レコード大賞』、『CDTVライブ!ライブ! 年越しスペシャル 2024→2025』に出演し「最上級にかわいいの!」を披露した。
2024年5月29日放送の『FNS鬼レンチャン歌謡祭』（フジテレビ系列）ではほいけんたと「最上級にかわいいの!」コラボパフォーマンスを行った。
2024年6月19日放送の『ラヴィット!』（TBS系列）では超ときめき♡宣伝部メンバーの菅田愛貴が出演し、菅田含めたスタジオ出演者全員がツインテールになって「最上級にかわいいの!」スペシャルツインテールパフォーマンスを行った。また2024年12月19日放送の『ラヴィット!』では2024年10月 - 12月の木曜ラヴィット!ファミリーとしてレギュラー出演していた菅田愛貴に加え、超ときめき♡宣伝部メンバー全員が出演しこの日限りのスペシャルコラボとしてチャンス大城のギターとコラボした。
2024年10月18日、以前より目標としていた『ミュージックステーション』（テレビ朝日系列）に初出演を果たし、「最上級にかわいいの!」などを披露した。
2024年11月21日、第66回日本レコード大賞においてコレサワが「最上級にかわいいの!」の作詞により、作詩賞を受賞したことが発表された。同年12月30日に放送された『第66回 輝く!日本レコード大賞』に超ときめき♡宣伝部が出演して「最上級にかわいいの!」のパフォーマンスを行った。
2024年11月26日、「最上級にかわいいの!」が通信カラオケDAMによる2024年年間カラオケランキング調査の「今年発売ガールズグループ楽曲 TOP10」にて1位を、「今年発売楽曲 TOP50」にて25位を獲得したことが発表された。また同年11月28日、通信カラオケJOYSOUNDによる2024年JOYSOUNDカラオケ年間ランキング「2024年発売曲ランキング（総合）」にて「最上級にかわいいの!」が20位を獲得したことが発表された。
2024年12月31日に日本武道館で開催された第8回 ももいろ歌合戦では紅組のトップバッターとして「最上級にかわいいの!」のパフォーマンスを行った。
2025年3月19日に発売、配信開始されたコレサワの4thアルバム『あたしを選んだ君とあたしを選ばなかった君へ』にコレサワのセルフカバーバージョンとなる「最上級にかわいいの!」が収録されている。

## 収録曲
（超ときめき♡宣伝部：辻野かなみ、杏ジュリア、坂井仁香、小泉遥香、菅田愛貴、吉川ひより）

後述する各形態のうち、mu-mo Shop 限定・TYPE-A・TYPE-Bのみ下表の全楽曲及びinstrumentalが収録されており、他形態は一部楽曲及びinstrumentalのみが収録されている。
| #  | タイトル                | 作詞         | 作曲                  | 編曲                | 時間 |
| -- | ----------------------- | ------------ | --------------------- | ------------------- | ---- |
| 1. | 「最上級にかわいいの!」 | コレサワ     | コレサワ              | ha-j                | 3:11 |
| 2. | 「ししし!」             | yuba寝       | yuba寝                | 竹内聖              | 3:17 |
| 3. | 「ときめきパーティ」    | tepe(OTOIRO) | tepe(OTOIRO)          | tepe(OTOIRO)        | 3:28 |
| 4. | 「リトライ、青春!」     | 真崎エリカ   | 本多友紀(Arte Refact) | 脇眞富(Arte Refact) | 3:27 |

なお配信限定シングル『最上級にかわいいの!Special Edition』にはCDシングルには収録されていない「最上級にかわいいの!feat. コレサワ」が収録されているが、「リトライ、青春!」及び「リトライ、青春! instrumental」は収録されていない。

## 販売形態
mu-mo Shop 限定、TYPE-A、TYPE-B、TYPE-C、TYPE-D、TYPE-Eの6形態で2024年5月29日に発売された。
| 形態            | 規格・カタログ番号            | 収録内容 |
| --------------- | ----------------------------- | --- |
| mu-mo Shop 限定 | 2CD+3BD (AVC1-61446～7/B～Ｄ) | - CD - 行くぜ！超ときめき♡宣伝部 at 横浜アリーナ！隣はきみって決めてるの -2024.1.27(土)28(日) at 横浜アリーナ - 01 ドキドキ ドキドキ - 02 LOVEイヤイヤ期 - 03 もっともっと もうちょっと - 04 お届け!デリバリースター - 05 超ステップアップ - 06 ハピラブルー! - 07 ラミラミ - 08 大、大、大すきっ! - 09 Sora - 10 ユラグラブ - 11 最上級にかわいいの! - 12 君と過ごす日々 - 13 夢がとまらない! - 14 WANTED - 15 トゥモロー最強説!! - 16 かわいいメモリアル - 17 すきっ！〜超ver〜 - 18 きみと青春 - 行くぜ！超ときめき♡宣伝部 at 横浜アリーナ！隣はきみって決めてるの 恋 -2024.1.27 (土) at 横浜アリーナ - 行くぜ！超ときめき♡宣伝部 at 横浜アリーナ！隣はきみって決めてるの 青春 -2024.1.28 (日) at 横浜アリーナ - 「最上級にかわいいの！」 Music Video - 「最上級にかわいいの！」 Photoshoot & Music Video Behind The Scenes <封入特典> - フォトブック（「超ときめき♡宣伝本部」会員の方限定でメンバーランダム直筆サイン入り） - トレーディングカード1枚（全18種ランダム封入） - 応募抽選特典シリアルコード |
| TYPE-A          | CD+2DVD (AVCD-61441/B～C)     | - CD - 行くぜ！超ときめき♡宣伝部 at 横浜アリーナ！隣はきみって決めてるの 恋 -2024.1.27 (土) at 横浜アリーナ (前編) - 行くぜ！超ときめき♡宣伝部 at 横浜アリーナ！隣はきみって決めてるの 恋 -2024.1.27 (土) at 横浜アリーナ (後編) <初回封入特典> - トレーディングカード1枚（全18種ランダム封入） - 応募抽選特典シリアルコード |
| TYPE-B          | CD+2DVD（AVCD-61442/B～C）    | - CD - 行くぜ！超ときめき♡宣伝部 at 横浜アリーナ！隣はきみって決めてるの 青春 -2024.1.28 (日) at 横浜アリーナ (前編) - 行くぜ！超ときめき♡宣伝部 at 横浜アリーナ！隣はきみって決めてるの 青春 -2024.1.28 (日) at 横浜アリーナ (後編) <初回封入特典> - トレーディングカード1枚（全18種ランダム封入） - 応募抽選特典シリアルコード |
| TYPE-C          | CD（AVCD-61443）              | - CDのみ <初回封入特典> - トレーディングカード1枚（全6種ランダム封入） - 応募抽選特典シリアルコード |
| TYPE-D          | CD（AVCD-61444）              | - CDのみ <初回封入特典> - トレーディングカード1枚（全6種ランダム封入） - 応募抽選特典シリアルコード |
| TYPE-E          | CD （AVCD-61445）             | - CDのみ <初回封入特典> - トレーディングカード1枚（全6種ランダム封入） - 応募抽選特典シリアルコード |

### 配信限定シングル
2024年5月27日に配信限定シングル『最上級にかわいいの!Special Edition』の中から「最上級にかわいいの!」及び「最上級にかわいいの! instrumental」が先行配信され、2024年5月29日に収録曲が全曲配信された。
| #         | タイトル                              | 作詞           | 作曲           | 編曲           | 時間  |
| --------- | ------------------------------------- | -------------- | -------------- | -------------- | ----- |
| 1.        | 「最上級にかわいいの!」               | コレサワ       | コレサワ       | ha-j           | 3:09  |
| 2.        | 「ししし!」                           | yuba寝         | yuba寝         | 竹内聖         | 3:16  |
| 3.        | 「ときめきパーティ」                  | tepe（OTOIRO） | tepe（OTOIRO） | tepe（OTOIRO） | 3:28  |
| 4.        | 「最上級にかわいいの!feat. コレサワ」 | コレサワ       | コレサワ       | ha-j           | 3:09  |
| 5.        | 「最上級にかわいいの! instrumental」  |                | コレサワ       | ha-j           | 3:09  |
| 6.        | 「ししし! instrumental」              |                | yuba寝         | 竹内聖         | 3:15  |
| 7.        | 「ときめきパーティ instrumental」     |                | tepe（OTOIRO） | tepe（OTOIRO） | 3:28  |
| 合計時間: | 合計時間:                             | 合計時間:      | 合計時間:      | 合計時間:      | 22:54 |

2024年6月12日に公開された超ときめき♡宣伝部が出演したYouTubeチャンネル「THE FIRST TAKE」での「最上級にかわいいの!」のパフォーマンスを収めた音源が、2024年9月17日に配信限定シングル『最上級にかわいいの! - From THE FIRST TAKE』としてリリースされた。
| #         | タイトル                                      | 作詞      | 作曲      | 編曲      | 時間 |
| --------- | --------------------------------------------- | --------- | --------- | --------- | ---- |
| 1.        | 「最上級にかわいいの! - From THE FIRST TAKE」 | コレサワ  | コレサワ  | ha-j      | 3:21 |
| 合計時間: | 合計時間:                                     | 合計時間: | 合計時間: | 合計時間: | 3:21 |

## 発売記念イベント・コラボキャンペーン
- 「最上級にかわいい！1日店員お見送り会」(2024年5月14日・16日、タワーレコード超♡応援店一部店舗)[44]

## タイアップ
| 楽曲                    | 内容                                                                                        | 期間                               | 備考                                                                          |
| ----------------------- | ------------------------------------------------------------------------------------------- | ---------------------------------- | ----------------------------------------------------------------------------- |
| 「最上級にかわいいの!」 | 『スイッチン!』（テレビ北海道）                                                             | 2024年4月度エンディングテーマ      | [ 45 ]                                                                        |
| 「最上級にかわいいの!」 | 『お笑い4コマパーティー ロロロロ』（日本テレビ系列）                                        | 2024年5月度エンディングテーマ      | [ 46 ]                                                                        |
| 「ときめきパーティ」    | 「科学アニメ サバイバルシリーズ みんな DE サバイバル～人体のサバイバル!～」イベントCMソング | 2024年7月27日 - 8月19日            | [ 47 ]                                                                        |
| 「リトライ、青春!」     | リアドラ 『リトライ、青春!』主題歌                                                          | 2024年3月29日 - 31日               | [ 48 ]                                                                        |
| 「最上級にかわいいの!」 | 花王「ケープ」WebCM「黒ケープがあれば、前髪いつだってかわいいの!」篇                        | 2025年2月4日よりシリーズCM公開開始 | [ 49 ] [ 50 ]                                                                 |
| 「最上級にかわいいの!」 | マクドナルド「アツイぜ!ハワイアンバーガーズ」コラボ動画                                     | 2025年7月16日・17日公開            | 宝鐘マリン（16日）、Mumeixxx（17日）による替え歌「最上級にハワイイの!」として |

## 受賞歴
- 第66回日本レコード大賞 - 作詩賞：コレサワ「最上級にかわいいの!」（超ときめき♡宣伝部）[8]
- MUSIC AWARDS JAPAN 2025 - 最優秀アイドルカルチャー楽曲賞（ノミネート）、最優秀バイラル楽曲賞（ノミネート）：「最上級にかわいいの!」（超ときめき♡宣伝部）[88]

## カバー
最上級にかわいいの!
- 八奈見杏菜（遠野ひかる）、焼塩檸檬（若山詩音）、小鞠知花（寺澤百花） - 2024年9月25日に発売、配信開始されたカバーアルバム『「負けヒロインが多すぎる!」マケイン応援!カバーソングコレクション』に収録[89]。編曲は村田祐一が行っている[90]。
- Pastel＊Palettes - 2025年3月17日にゲーム『バンドリ! ガールズバンドパーティ!』に追加収録。編曲は岩橋星実（Elements Garden）が行っている[91]。
- コレサワ - 作詞作曲を行ったコレサワ自身によるセルフカバー。2025年3月19日に発売、配信開始されたコレサワの4thアルバム『あたしを選んだ君とあたしを選ばなかった君へ』に収録[39][40][41]。編曲は川口圭太が行っている[92]。

## 備考
- 「最上級にかわいいの!」の楽曲クレジットについて、初出の超ときめき♡宣伝部のアルバム『ときめく恋と青春』では作詞作曲Koresawa、編曲ha-jとなっていたが、シングルカットされた本作では作詞作曲コレサワ、編曲ha-jとなっており、作詞作曲の楽曲クレジットが「Koresawa」から「コレサワ」へと表記変更がされている[93]。
- 2024年7月6日より夏シーズンの間、角田晃広（東京03）と超ときめき♡宣伝部が出演する宅配ピザチェーンのピザーラのテレビCMが放送がされた[94]。そのCMの中で「最上級にかわいいの!」にちなみ「最上級においしいの!」というセリフが登場した[95]。
- 2024年9月24日に超ときめき♡宣伝部の楽曲として配信開始された「プリンセスヒーロー」に「最上級に可愛くて　最上級に図太くて　そういう自分が丸ごと愛せる　伸び代だってわかってんの?」という「最上級にかわいいの!」を想起させる歌詞がある[96]。また「プリンセスヒーロー」の歌詞「最上級に可愛くて」の箇所の振り付けは「最上級にかわいいの!」の歌詞「最上級に可愛いの」の箇所の振り付けと同じである[97]。なお、どちらの曲も振り付けは槙田紗子が担当している[14][98]。
- 2024年10月1日に超ときめき♡宣伝部の楽曲として配信開始された「こんなあたしはいかがですか」は「最上級にかわいいの!」の続編に位置づけられている楽曲である。「最上級にかわいいの!」で君に振られて最上級に可愛くなった私が新しい君に出会い恋をする物語となっている[99][100]。「こんなあたしはいかがですか」は「最上級にかわいいの!」と同様に作詞作曲をコレサワ、編曲をha-j、振り付けを槙田紗子が担当している[100][101]。
- 2024年10月20日に『千鳥の鬼レンチャン』（フジテレビ系列）の「サビだけカラオケ」コーナーにおいてレベル4に設定された「最上級にかわいいの!」を同じ事務所スターダストプロモーション内の同じ部門STAR PLANETに所属する先輩アイドルである玉井詩織（ももいろクローバーZ）が挑戦し成功した[102]。同年11月17日に同番組同コーナーに出演した吉川ひより（超ときめき♡宣伝部）もレベル4に設定された「最上級にかわいいの!」に挑戦し成功した[71]。
- 2024年11月14に生放送された『ベストヒット歌謡祭2024』（読売テレビ・日本テレビ系列）に超ときめき♡宣伝部自体は出演しなかったが、「みんなで踊ろう!ヒットダンスメドレー2024」のコーナーで「最上級にかわいいの!」のダンスを韓国のボーイズグループであるTWSが披露した[103]。
- 2025年7月16日・17日に公開されたマクドナルドの期間限定商品「アツイぜ!ハワイアンバーガーズ」[104]の宣伝動画において商品の宣伝ソングとして「最上級にハワイイの!」という「最上級にかわいいの!」の替え歌をバーチャルYouTuberの宝鐘マリン（16日）[51][105][106][107]、インフルエンサーのMumeixxx（むめい）（17日）[52]が披露した。